# Casa de Grifo
A Casa de Grifo, Dinastia Grifo  (em alemão:  Greifen; em polonês/polaco:  Gryfici) ou Casa da Pomerânia foi uma dinastia de duques governantes do Ducado da Pomerânia, do século XII até 1637. O nome "Grifo" foi usado pela dinastia depois do século XV, e tinha sido tirada do brasão de armas ducal. Vartislau I (nascido por volta de 1091 –  9 de agosto de 1135) foi o primeiro governante histórico do Ducado da Pomerânia e o fundador da Dinastia Grifo. O mais proeminente Grifo foi Érico da Pomerânia, que se tornou rei da União de Kalmar, em 1397, assim, governando a Dinamarca, a Suécia e a Noruega. O último Grifo a ser Duque da Pomerânia foi Bogislau XIV, que morreu durante a Guerra Dos Trinta Anos, que levou à divisão da Pomerânia entre Brandemburgo-Prússia e Suécia. A Duquesa Ana de Croy e Havré, filha do Duque Bogislau XIII, a última Grifo, morreu em 1660.

## Nome da Dinastia
O dinastia é conhecida por dois nomes, Pomerânia, por seu principal feudo, e Grifo, pelo seu brasão de armas, que apresentava um grifo desde o final do século XII: O primeiro uso verificável da grifo como símbolo heráldico da dinastia ocorreu em um selo de Casimiro II, Duque da Pomerânia, que mostrava a fera mitológica dentro de um escudo, e foi anexado a um documento, datado de 1194. O nome Pomerânia vem do eslavo "po more", o que significa "[terra] ao longo do mar".

## Origens e ramos
As origens dos Grifos não são claras. A maioria das teorias os derivam da nobreza local eslava ou de um ramo cadete da polonesa Casa Piasta. O cronista polonês medievalista, Jan Długosz, os conectou com a nobreza polaca de Świebodzice da província ao sul da Polônia, chamada Pequena Polônia, que também usava um grifo como brasão de armas e, que, por sua vez, podem ter sido também um ramo cadete da casa Piata. De qualquer forma, o cronista Galo Anônimo, em sua obra, Gesta principum Polonorum, chama os  de "primos próximos" do, então contemporâneo, Bolesłau III da Polônia, diretamente implicando numa relação dinástica próxima dos Piastas.
No século XVII, os Grifos alegaram que suas raízes derivavam dos lendários seres da mitologia sorábia, chamados Gryphus ou Baltus.
O primeiro membros conhecidos dos Grifos foram os irmãos Vartislau I e Ratibor I. Vartislau seria o ancestral da linhagem de duques que governaram o Ducado da Pomerânia até 1630; Ratibor seria o ancestral do Ramo Ratiborides dos Grifos, que foram governar as terras de Slawno-Slupsk até que a linhagem foi extinta e a área foi incorporada ao Ducado da Pomerânia. O primeiro membro conhecido do Ramo Swantiborides dos Grifos, destacando-se como castelães das cidades da Pomerânia, foi Vartislau II Swantiboriz, castelão de Estetino.

## De Vartislau I até Bogislau IV e Otão I
1. Vartislau I († entre 1134 e 1148)
  1. Bogisłau I (* por volta de 1130; † 1187) ∞ (I) Valburga († 1177), filha de Valdemar I da Dinamarca; 
(II) Anastácia, filha de Miecislau III da Polônia e Eudóxia de Kiev
    1. (I) Ratibor (* 1160; † 1183) ∞ Salomé, filha de Miecislau III da Polônia e Eudóxia de Kiev
    2. (I) Vartislau II  (* 1160; † 1184) ∞ Sofia, filha de Bolesłau IV da Polônia

    3. (II) Bogislau II (* 1177; † 1220) ∞ Miroslava (†1233) , filha de Mestwin I da Pomerelia e Suinislava
      1. Voislava († 1229)
      2. Barnim I (* por volta de 1217/19; † 1278) ∞ (I), Ana Maria, filha de Guilherme de Luneburgo e Helena da Dinamarca 
(II) Margarida de Brunsvique 
(III) Matilda († 1316), filha de Otão III, Margrave de Brandemburgo e Beatriz da Boêmia
        1. (I) Anastácia (* 1245; † 1317) ∞ Henrique I de Mecklemburgo (1230-1302)
        2. (II) Bogislau IV (*1258; † 1309) → Pomerânia-Wolgast (ver seção abaixo)
        3. (III) Barnim II (* sobre 1277; † 1295)
        4. (III) de Otto I (* cerca de 1279; † 1344) → Pomerânia-Estetino (ver seção abaixo)
        5. (III) Miroslava († 1328) ∞ Nikolau I de Schwerin
        6. (III) Beatriz († 1300 ou 1315) ∞ Henrique II de Werle
        7. (?) Dobroslava ∞ Jaczo de Salzwedel

    4. (II) Casimiro II (* por volta de 1180, † 1219) ∞ Ingardis da Dinamarca
      1. Vartislau III(* por volta de 1210; † 1264) ∞ Sofia
      2. Isabel († 1222)

    5. (II) Dobroslava (* antes de 1187, † c. 1226)

  2. Casimiro I. (* depois de 1130; † 1180) ∞ Pritolava
2. Ratibor I († 1156) → Ratiborides
3. Swantibor → Swantiborides

## De Bogislau IV até Bogislau X (Pomerânia-Wolgast, Pomerânia-Barth e Pomerânia-Slupsk)
1. Bogislau IV (*1258; † 1309) ∞ (I) Matilda († vor 1309), filha de João I de Brandemburgo e Juta da Saxônia
(II) Margarida, (filha de Vitslav II da Rugia e Inês de Brandemburgo)
  1. (II) Eufêmia da Pomerânia (1289–1330)  ∞ Cristóvão II da Dinamarca

  2. (II) Margarida (1287–1337)  ∞ (I) Nikolau de Rostock († 1314), (II) João de Ścinawa († 1365)
  3. (II) Vartislau IV (* antes de 1290; † 1326) ∞ Isabel de Lindau-Ruppin (?)
    1. Bogislau V -Slupsk (* por volta de. 1318; † 1373/74) ∞ (I) Isabel da Polônia, filha de Casimiro III da Polônia e Aldona da Lituânia
(II) Adelaide de Brunsvique-Grubenhagen, filha de Ernesto I of Brunsvique-Grubenhagen e Adelaide de Everstein
      1. (I) Casimiro IV (* por volta de  1351; † 1/2/1377) ∞ (I) Joana (Kenna) († 1368), filha de Algirdas da Lituânia e Maria de Vitebsk
(II) Margarida († 1409), filha de Siemovit III da Mazóvia e Eufêmia de Opava
      2. (I) Isabel da Pomerânia (* 1347; † 15.2.1393) ∞ Carlos IV, Sacro Imperador Romano-Germânico
      3. (I) Filha 2
      4. (II) Vartislau VII (* 1363/64; † 1395) ∞ Maria de Mecklemburgo, filha de Henrique III de Mecklemburgo
        1. Érico da Pomerânia (* 1382; † 1459) ∞ Filipa, filha de Henrique IV da Inglaterra

        2. Catarina da Pomerânia (* por volta de 1390; † 3/4/1426) ∞ João do Palatinado-Neumarkt
          1. Cristóvão III da Dinamarca

      5. (II) Bogislau VIII (* por volta de 1364; † 2/11/1418) ∞ Sofia da Holsácia
        1. Bogislau IX (* 1407/10; † 7.12.1446) ∞ Maria of Mazóvia, filha de Siemovit IV da Mazóvia e Alexandra da Lituânia
          1. Sofia (* por volta de 1435; † 24/8/1497) ∞ Érico II, Duque da Pomerânia-Wolgast
          2. Alexandra

      6. (II) Barnim V (* 1369; † 1402/04)
      7. (II) Margarida

    2. Barnim IV (* 1325; † 22/8/1365) ∞ Sofia, filha de João II de Werle
      1. Vartislau VI (* por volta de 1345; † 1394) ∞ Ana, filha de João I, Duque de Mecklemburgo-Stargard
        1. Barnim VI (* por volta de 1365; † 1404) ∞ Verônica de Hohenzollern
          1. Vartislau IX (* 1400; † 1457) ∞ Sofia de Saxe-Lauemburgo, filha de Érico IV
            1. Érico II (* por volta de 1425; † 1474) ∞ Sofia († 1497), filha de Bogislau IX 

              1. Bogislau X (* 1454; † 1523)
              2. Casimiro VII. (VI.) (* por volta de. 1455; † 1474)
              3. Wartislau XI (depois de 1465–1475)
              4. Barnim († 1474)
              5. Isabel, Prioresa na Abadia de Verchen († 1516)
              6. Sofia (* 1460, † 1504)  ∞ Magno II de Mecklemburgo
              7. Margarida († 1526), casou-se com Baltazar de Mecklemburgo
              8. Catarina (por volta de 1465–1526), ∞ Duque Henrique IV de Brunsvique- Lunenburgo (1463–1514)
              9. Maria, Abadessa de Wolin († 1512)

            2. Wartislau X (* por volta de 1435; † 1478) ∞ (I) Isabel († 1465), viúva de Joaquim da Pomerânia-Estetino, filha de João de Brandemburgo-Kulmbach
(II) Madalena de Mecklemburgo, viúva do Conde Burkhard de Barby
              1. (I) Swantibor († 1464)
              2. (I) Ertmar († 1464)

            3. Isabel
            4. Cristóvão

          2. Barnim VII (* 1390; † 1450)
          3. Isabel, Abadessa de Kamień

        2. Vartislau VIII ∞ Inês de Saxe-Lauemburgo, filha de Érico IV de Saxe-Lauemburgo
          1. Barnim VIII. (* por volta de 1406, † 1451) ∞ Ana de Wunstorf
            1. Inês(1434–1512) ∞ (I) 1449 Frederico de Altmark (O Gordo)
(II) 1478 Jorge II de Anhalt-Zerbst

        3. Sofia ∞ Henrique I de Brunsvique

      2. Bogislau VI
      3. Isabel ∞ Magno I de Mecklemburgo

    3. Vartislau V

  4. (II) Juta (1290–1336), Äbadessa em Krummin
  5. (II) Isabel (1291–1349)  ∞ Érico I de Saxe-Lauemburgo

## De Otão I até Otão III (Pomerânia-Estetino)
1. Otão I (* por volta de 1279; † 1344) ∞ Isabel (*1281), filha de Geraldo II, Conde de Holsácia-Plön e Ingeburga da Suécia
  1. Barnim III (antes de 1300; † 24/08/1368)[6] ∞ Inês (1318–1371), filha de Henrique II, Duque Brunsvique-Luneburgo (Grubenhagen)
    1. Otão
    2. Casimiro III (* antes de 1348; † 1372)
    3. Swantibor I (III) (* por volta de  1351; † 21/6/1413) ∞  Ana de Hohenzollern, filha de Alberto de Nuremberga (O Belo)
      1. Otão II (* por volta de 1380; † 27/3/1428) ∞ Inês, filha de João II, Duque de Mecklemburgo-Stargard e Catarina da Lituânia

      2. Casimiro V (VI) (* depois de 1380; † 12/4/1435) ∞ (I) Catarina de Brunsvique-Luneburgo († 1429), filha de Bernardo I, Duque de Brunsvique-Luneburgo (Celle) 
(II) Isabel († 1451), filha de Érico I, Duque de Brunsvique-Luneburgo (Grubenhagen)
        1. (I) Joaquim o Velho (* 1424)
        2. (I) Ana († 1447) ∞ João V de Mecklemburgo-Schwerin
        3. (I) Joaquim o Jovem (* depois de 1424; † 1451) ∞ Isabel (* 1425; † 1465), filha de João de Brandemburgo e Bárbara de Saxe-Wittenberg
          1. Otão III (* 29/5/1444; † 10/9/1464)

      3. Alberto
      4. Margarida

    4. Bogislau VII (* antes de 1355; † 1404)

  2. Matilde († 1331)  ∞ João III de Werle († 1352)

## De Bogislau X até Bogislau XIV
1. Bogislau X (* 1454; † 1523) ∞ Ana (1476–1503), filha de Casimiro IV da Polônia
  1. Sofia da Pomerânia (* 1498, † 1568) ∞ Frederico I da Dinamarca

  2. Jorge I (* 1493, † 1531) ∞ (I) Amália (* 1490;  † 1525), filha do Eleitor Palatino Filipe e de Margarida da Baviera-Landshut
(II) Margarida de Brandemburgo, filha de Joaquim I Nestor de Brandemburgo e Isabel da Dinamarca.
    1. (I) Bogislau (* 1514)
    2. (I) Filipe I (* 1515; † 1560) ∞ Maria da Saxônia († 1583), filha de João da Saxônia
      1. Jorge (morte prematura)
      2. Érico (morte prematura)
      3. João Frederico (* 1542; † 1600)
      4. Bogislau XIII (* 1544; † 1606) ∞ Clara, filha de Francisco de Brunsvique-Luneburgo
        1. Filipe II (* 1573; † 1618) ∞ Sofia, filha de João II, Duque de Eslésvico-Holsácia-Sonderborg
        2. Francisco (* 1577; † 1620) ∞ Sofia, filha de Cristiano I da Saxônia

        3. Bogislau XIV (* 1580; † 1637) ∞ Isabel, filha de João II, Duque de Eslésvico-Holsácia-Sonderborg e Isabel de Brunsvique-Grubenhagen
        4. Ulrico (* 1589; † 1622) ∞ Edviges de Brunsvique († 1650)
        5. Ana ∞ Ernesto de Croy e Aerschot
          1. Ernesto Bogislao de Croy

      5. Ernesto Luís (* 1545, † 1592) ∞ Sofia Edviges (1561–1631), filha de Júlio de Brunsvique-Volfembutel
        1. Edviges Maria
        2. Isabel Madalena
        3. Filipe Júlio (* 1584, † 1625) ∞ Inês, filha de João Jorge de Brandemburgo

      6. Barnim X (IX)
      7. Casimiro VI (IX)  (* 1557, † 1605)
      8. Amélia (morreu solteira)
      9. Margarida ∞ Duque Francisco II de Saxe-Lauemburgo
      10. Ana ∞ Ulrico de Mecklemburgo-Güstrow

    3. (I) Margarida (1518–1569) ∞ Ernesto III de Brunsvique-Grubenhagen
    4. (II) Geórgia (* 1531; † 1574) ∞ Stanislau Latalski, Conde de Latochin

  3. Ana (* 1492, † 1550) ∞ Jorge I da SIlésia-Liegnitz
  4. Barnim (* antes de 1501, † antes de 1501)
  5. Barnim IX (* 1501, † 1573)
  6. Isabel († antes de 1518)
  7. Otão (* antes de 1503, † antes de 1518)
  8. Casimiro VIII (* 1494, † 1518)
  9. Cristóvão; provavelmente um filho ilegítimo, foi um Junker de Schwerin

## Ramos

### Ratiborides
Os membros do Ramo Ratiborides (ratiborídeos) foram, muito provavelmente, descendentes de Ratibor I, irmão de Vartislau I.
1. Ratibor I
  1. Bogislau, ∞ (I) N.N.; (II) uma filha de Miecislau III da Polônia
    1. (I) Bogislau (III), ∞ outra filha de Miecislau III da Polônia
    2. (II ?) Ratibor II (meio irmão de Bogislau III ou primo)

### Swantiborides
Os Swantiborides (swantiborídeos) foram relacionados À Dinastia Grifo, mas a ligação permanece não esclarecida. Provavelmente descendem de Swantibor, um Duque da Pomerânia derrotado em uma rebelião e banido para a Polônia em 1105 ou 1106. Este Swantibor pode ter sido um primo de Swietopelk, um Duque da Pomerânia derrotado por Boleslau III da Polônia em uma campanha de 1111/12. Ainda sim, essas afirmações são especulativas.
1. Vartislau (II) Swantibor (↑ 1196), Castelão de Estetino ∞ esposa desconhecida

  1. Bartolomeu († 1219), Castelão de Gützkow ∞ esposa desconhecida
    1. Vartislau (* 1175/80, ↑ 1233), Castellão de Estetino, Senhor de Gützkow 1219 ∞ Dobroslava, viúva de Boleslau da Polônia, Príncipe da Cujávia, e filha de Bogislau I
      1. Bartolomeu (+ 1206/10, ↑ 1259/60)

  2. Vartislau (↑ 1230/32), Castelão de Estetino

  3. Conrado (↑ 1233), Cônego da Catedral de Kamień em 1176/1186, Reitor em 1186/1189, e 1208, Bispo de Kamień em 1219
  4. Casimiro (↑ 1219), Castellão de Colberga  ∞ esposa desconhecida

    1. Swietoslawa (↑ depois de 1217)
    2. Swantibor (* 1219, ↑ 1244) ∞ esposa desconhecida

      1. Casimiro (↑1277/1280), Castelão de Colberga ∞ Miroslava, que depois se caso com João Ramel, Castelão de Colberga e Conselheiro na Pomerânia, entre 1265 e 1297.

    3. Filha 3 ∞ Czyrnek, Castelão de Colberga

## Reis e Rainhas Grifos

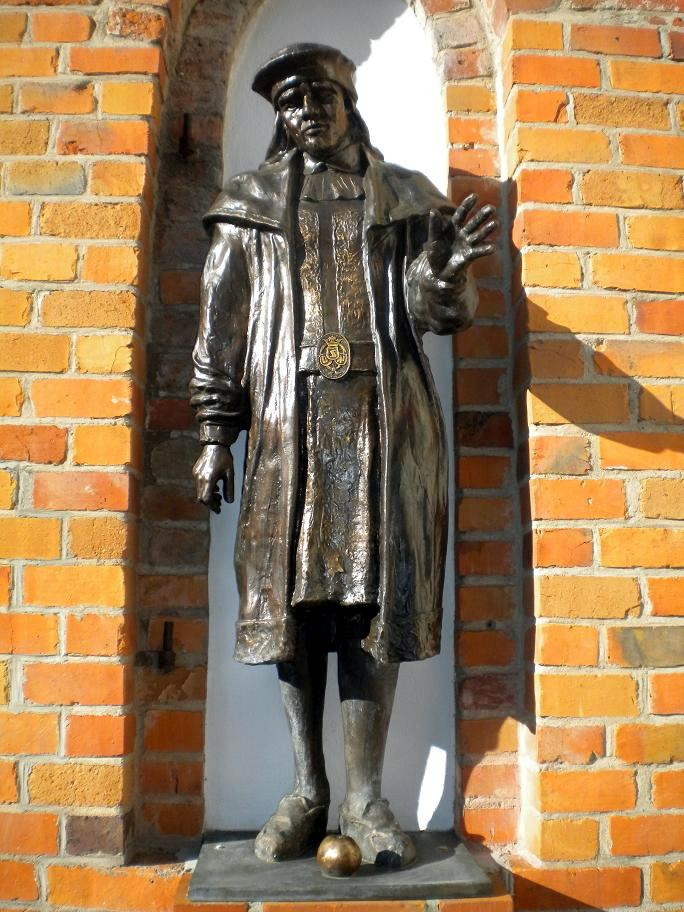
Estátua do Rei Érico, no Castelo de Darłowo, na Polônia

1. Érico da Pomerânia, filho de Vartislau VII, foi Rei da Noruega (1389–1442), Rei Eleito da Dinamarca (1396–1439) e da Suécia (1396–1439). Ele foi o primeiro rei da União de Kalmar.
2. Eufêmia da Pomerânia, filha de Bogislau IV, casou-se com Cristóvão II da Dinamarca e se tornou Rainha da Dinamarca.
3. Isabel da Pomerânia, filha de Bogislau V, foi a quarta e última esposa de Carlos IV do Sacro Império Romano-Germânico e Rei da Boêmia.. Sua filha, Ana da Boêmia, de Luxemburgo e da Pomerânia, tornou-se rainha da Inglaterra, como esposa do Rei Ricardo II. Ela era conhecida como a "Bondosa Rainha Ana".
4. Sofia da Pomerânia, filha de Bogislau X, casou-se com o Rei Frederico I da Dinamarca e se tornou Rainha da Dinamarca e da Noruega.